# Sorcerer (jeu vidéo)
Pour les articles homonymes, voir Sorcerer.
Sorcerer est un jeu vidéo de fiction interactive conçu par Steve Meretzky et publié par Infocom à partir de 1984. Il est le deuxième volet de la trilogie Spellbreaker après Enchanter et avant Spellbreaker,. Le jeu s'est vendu à plus de 50 000 exemplaires entre 1984 et 1988.